# Marcus Aemilius Lepidus (konzul 6)
Marcus Aemilius Lepidus (30 př. n. l. – 33) byl římský senátor a konzul.
Narodil se jako syn Cornelie Scipio a Lucia Aemilia Paulla, který byl římským censorem. Marcus Aemilius Lepidus pocházel ze staré římské patricijské rodiny, což dokazují také jeho příbuzenské vztahy s vlivnými osobnostmi, jako byl například prastrýc triumvir Marcus Aemilius Lepidus. Dále byl pravnukem dalšího Aemilia Lepida a do rodinného kruhu patřila i jeho švagrová Julia mladší – vnučka císaře Augusta.
V roce 6 se stal římským konzulem. Později se proslavil jako vyslanec Říma, který měl dohlížet na armádu během ilyrského povstání. Po potlačení vzpoury se Ilýrie rozdělila na dvě velké provincie Pannonia a Dalmatia. Jelikož se Lepidus na Balkáně vyznamenal, byl na popud budoucího císaře Tiberia jmenován propraetorem těchto provincií. V roce 14, kdy zemřel císař Augustus, zastával Lepidus funkci guvernéra severního Španělska s třemi legiemi pod svým velením.
V roce 21 mu císař Tiberius nabídl místo prokonzula v provincii Afrika. Lepidus však nabídku odmítl kvůli rodině a špatnému zdravotnímu stavu. I když se může zdát, že byl věrným příslušníkem autoritativního císařství, jeho aktivity v senátu dokazují náklonnost ke svobodnému projevu. V roce 21 se ostře postavil proti trestu smrti pro básníka, který podle senátu neuctíval císařství. Nicméně na rozkaz senátu byl básník popraven. Tiberius tehdy uznal, že Lepidova zdrženlivost byla na místě, avšak zároveň pochválil i senát, že pronásleduje nepřátele císařství.
Marcus Aemilius Lepidus, konzul roku 6, byl jeden z mála příslušníků aristokratické vrstvy, který zastával vysoké funkce a nečelil ani jednomu obvinění ze spiknutí proti císaři. Přestože se v roce 32 našel senátor Cotta Messalinus, který veřejně kritizoval Lepida za příliš nadměrný vliv na římský senát, jeho obvinění byla okamžitě stažena. Lepidus zemřel v roce 33 za vlády císaře Tiberia. Slavný římský historik Tacitus ho označil jako moudrého a vznešeného senátora. Podle něj jsou Lepidovy činy výborným příkladem, jak může aristokrat svobodně žít pod nadvládou diktatury.

## Potomci
Marcus Aemilius Lepidus měl oficiálně jednoho potomka, a to dceru Aemilii Lepidu, která se později provdala za Drusa Caesara – bratra císaře Caliguly. Po smrti bratra Lucia Aemilia Paulla, konzula z roku 1, adoptoval Lepidus svého synovce Marca Aemilia Lepida, který rodinné vztahy s císařskou rodinou upevnil sňatkem s Caligulovou sestrou Drusillou.